# Sabalos
Sabalos is een gemeente in het Franse departement Hautes-Pyrénées (regio Occitanie) en telt 106 inwoners (1999). De plaats maakt deel uit van het arrondissement Tarbes.

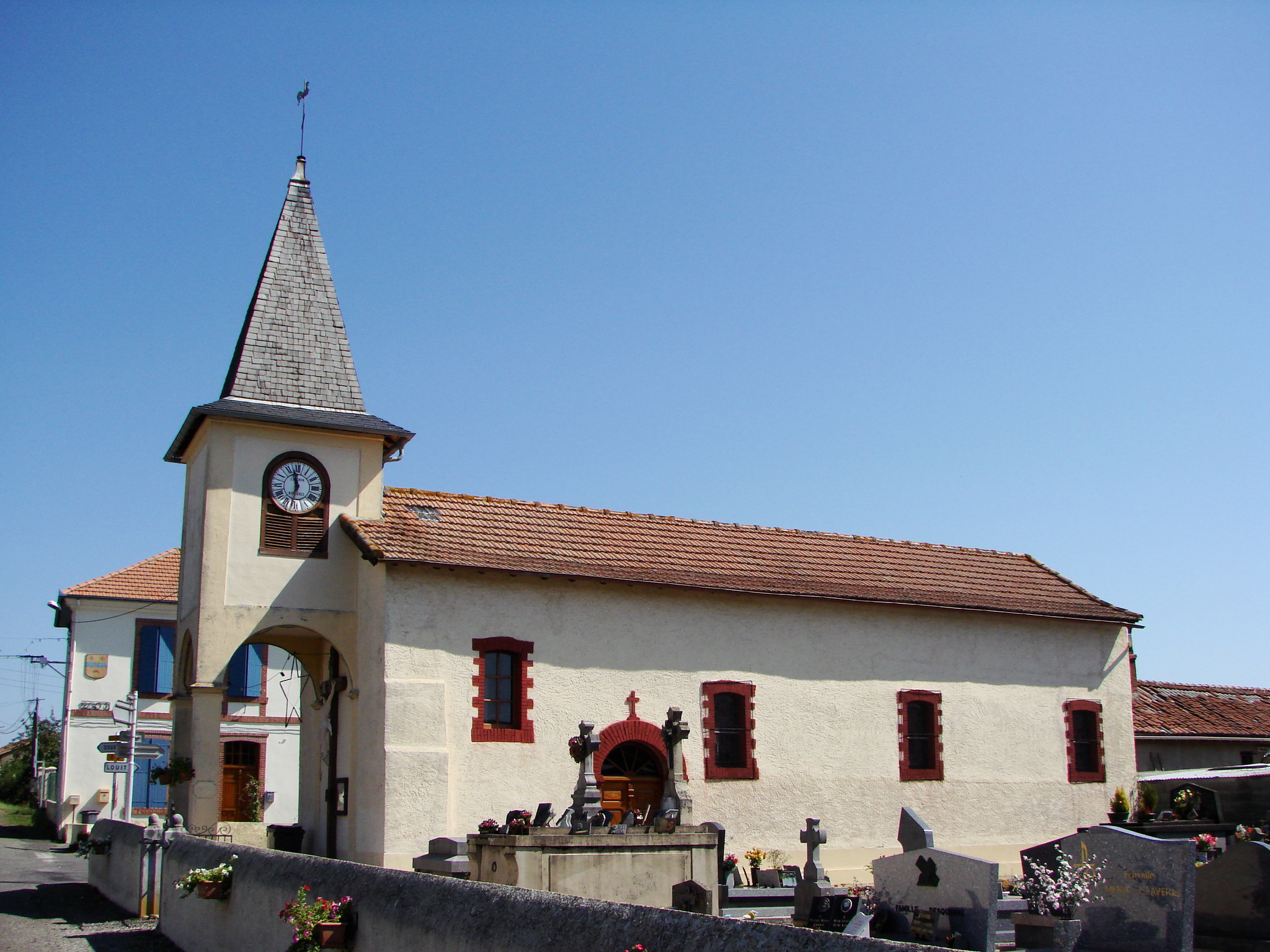
Kerk
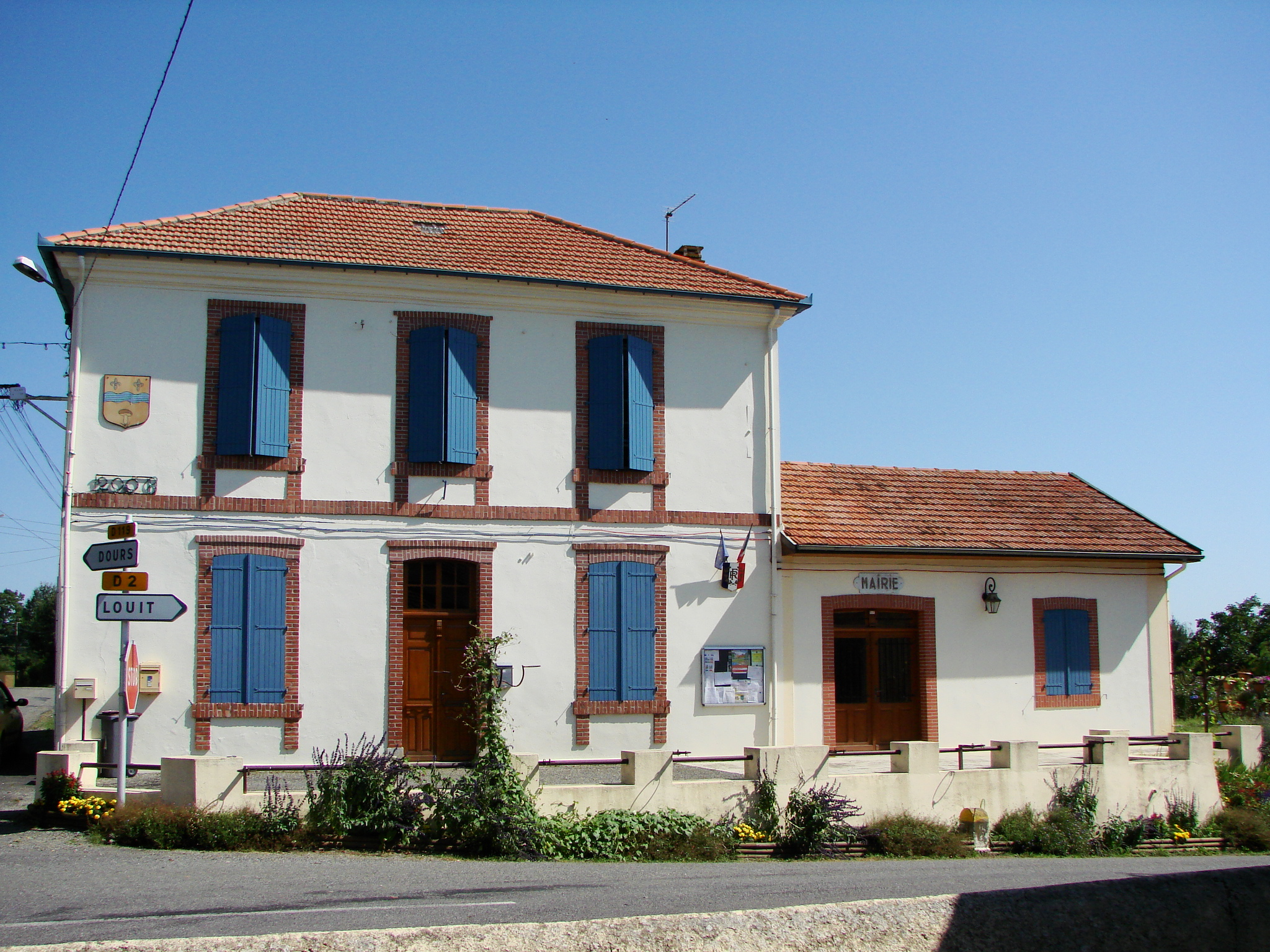
Gemeentehuis

## Geografie
De oppervlakte van Sabalos bedraagt 2,2 km², de bevolkingsdichtheid is 48,2 inwoners per km².

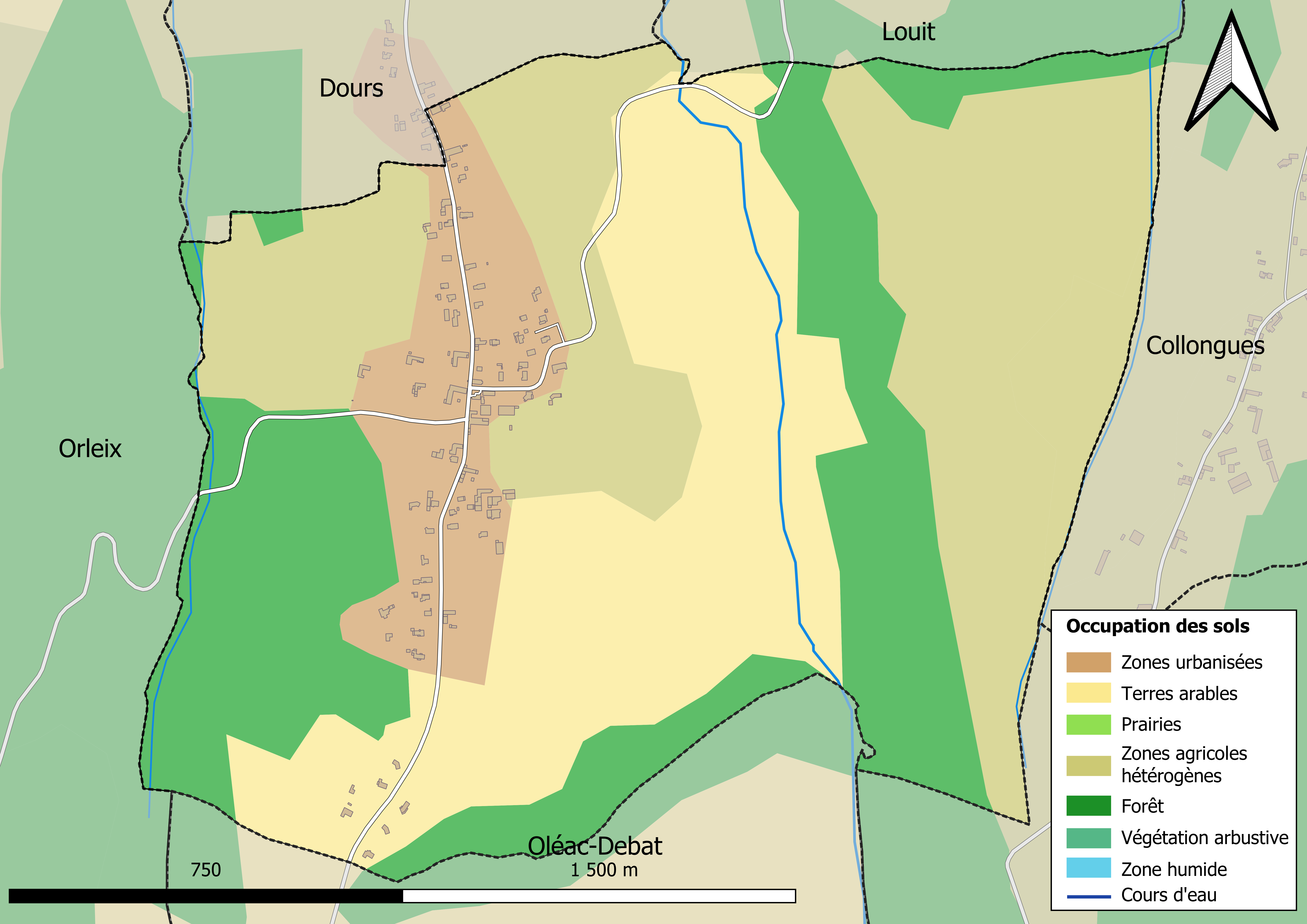
Kaart van de gemeente met belangrijkste infrastructuur, bodemgebruik en omliggende gemeenten

## Demografie
Onderstaande figuur toont het verloop van het inwonertal (bron: INSEE-tellingen).